# Cases al passeig Mossèn Jaume Gordi, 12-16 (Santa Coloma de Gramenet)
Les Cases al passeig Mossèn Jaume Gordi, 12-16 és una obra noucentista de Santa Coloma de Gramenet (Barcelonès) protegida com a Bé Cultural d'Interès Local.

## Descripció
Conjunt de cases unifamiliars en rengle de planta baixa i pati posterior, que es disposen fent un xamfrà arrodonit. Les façanes a carrer són d'estil noucentista i factura unitària, tot i que cada presenta elements diferenciats. Hi ha trams de mur amb acabat de pedra rematats amb un frontó arrodonit que contenen els accessos i les diferents obertures en cantonada, amb trams més senzills, amb sòcol també de pedra, on es disposen la resta d'obertures. Trobem alternança d'obertures d'arc de mig punt, amb la dovella central molt marcada, amb obertures rectangulars. La coberta és a dues aigües de teula àrab i amb el carener paral·lel a la façana, però queda dissimulada pels diversos tipus de coronament tals com balustrades, pinacles o frontons.